# 호위항공모함
호위항공모함(護衛航空母艦, Escort Carrier)은 상선이나 유조선, 화물선 등의 선체에 비행갑판과 함교를 올려서 만든 항공모함이다. 태평양 전쟁에선 상륙작전 엄호, 유럽 전선에선 대잠 경계에 많이 쓰였다.

## 같이 보기
- 일본 제국 해군 함정 목록